# Liste des maires de Louisville
L'histoire de Louisville (Kentucky) en tant que cité incorporée a débuté le 13 février 1828 lorsque la charte de la cité fut signée. Avant cela, à partir du moment où la localité devint un village le 7 février 1871 jusqu'en 1828, la localité était gérée par un conseil d'administration. Petit à petit, le village grandit grâce à son économie locale ce qui permit à la ville de prétendre au titre de cité. Le statut de cité impliquait l'apparition d'un maire et d'un conseil de cité.

## Histoire du poste
La première élection se déroule le premier lundi du mois de mars 1828. Tous les hommes blancs vivant dans la ville depuis au moins six mois ont alors la possibilité de voter. Les deux premiers élus sont proposés au gouverneur qui choisit lui-même.
En 1838, la charte est adaptée et le maire peut être élu directement, pour trois ans, sous l'avis du gouverneur. De 1851 à 1870, la législature ne dure que deux ans puis reprend une durée de trois ans. En 1894, la législature passe à quatre ans. Au début du XXe siècle, plusieurs maires sont destitués à cause de corruptions. Depuis 1986, la législature dure de nouveau trois ans.
Le 6 janvier 2003, le gouvernement de la cité de Louisville et celui du comté de Jefferson fusionnent et créent un gouvernement métropolitain unique, donnant ainsi lieu à la création du poste de maire de la métropole de Louisville.

## Cité incorporée
| Maire                   | Début du mandat   | Fin du mandat        | Parti        |
| ----------------------- | ----------------- | -------------------- | ------------ |
| John Bucklin            | 1828              | 1833                 |              |
| John Joyes              | 1834              | 1835                 |              |
| W. A. Cocke             | 1836              | 1836                 |              |
| Frederick A. Kaye       | 1837              | 1840                 | Whig         |
| David L. Beatty         | 1841              | 1843                 |              |
| Frederick A. Kaye       | 1844              | 1846                 | Whig         |
| William R. Vance        | 1847              | 1850                 | Whig         |
| John M. Delph           | 1850              | 1852                 |              |
| James S. Speed          | 1853              | 1854                 | Whig         |
| John Barbee             | 1855              | 1856                 | Know Nothing |
| William S. Pilcher      | 1857              | Août 1858            | Know Nothing |
| Thomas W. Riley         | Août 1858         | Avril 1859           | Whig         |
| Thomas H. Crawford      | Avril 1859        | 1860                 | Unioniste    |
| John M. Delph           | 1861              | 1862                 | Unioniste    |
| William Kaye            | 1863              | 1864                 | Démocrate    |
| Philip Tomppert         | 1865              | 28-12-1865           | Démocrate    |
| James S. Lithgow        | 02-01-1866        | 14-02-1867           | Démocrate    |
| Philip Tomppert         | 14-02-1867        | 1868                 | Démocrate    |
| Joseph H. Bunce         | 1869              | Mars 1870            | Démocrate    |
| John G. Baxter          | 1870              | 1872                 | Démocrate    |
| Charles D. Jacob        | 1873              | 1878                 | Démocrate    |
| John G. Baxter          | 1879              | 1881                 | Démocrate    |
| Charles D. Jacob        | 1882              | 1884                 | Démocrate    |
| P. Booker Reed          | 1885              | 1887                 | Démocrate    |
| Charles D. Jacob        | 1888              | 1890                 | Démocrate    |
| William L. Lyons        | 12-05-1890        | Août 1890            | Démocrate    |
| Henry S. Tyler          | 1891              | 14-01-1896           | Démocrate    |
| Robert Emmet King       | 14-01-1896        | 31-01-1896 (pro tem) | Républicain  |
| George Davidson Todd    | 31-01-1896        | Décembre 1897        | Républicain  |
| Charles P. Weaver       | Décembre 1897     | Décembre 1901        | Démocrate    |
| Charles F. Grainger     | Décembre 1901     | Décembre 1905        | Démocrate    |
| Paul C. Barth           | Décembre 1905     | Juillet 1907         | Démocrate    |
| Robert W. Bingham       | Juillet 1907      | Décembre 1907        | Démocrate    |
| James F. Grinstead      | Décembre 1907     | Décembre 1909        | Républicain  |
| William O. Head         | Décembre 1909     | Décembre 1913        | Démocrate    |
| John H. Buschemeyer     | Décembre 1913     | Décembre 1917        | Démocrate    |
| George Weissinger Smith | Décembre 1917     | Décembre 1921        | Républicain  |
| Huston Quin             | Décembre 1921     | Décembre 1925        | Républicain  |
| Arthur A. Will          | Décembre 1925     | Juin 1927            | Républicain  |
| Joseph T. O'Neal        | June 1927         | Décembre 1927        | Démocrate    |
| William B. Harrison     | Décembre 1927     | Décembre 1933        | Républicain  |
| Neville Miller          | Décembre 1933     | Décembre 1937        | Démocrate    |
| Joseph D. Scholtz       | Décembre 1937     | Décembre 1941        | Démocrate    |
| Wilson W. Wyatt         | Décembre 1941     | Décembre 1945        | Démocrate    |
| E. Leland Taylor        | Décembre 1945     | 16-02-1948           | Démocrate    |
| Charles R. Farnsley     | 16-02-1948        | Décembre 1953        | Démocrate    |
| Andrew Broaddus         | Décembre 1953     | Décembre 1957        | Démocrate    |
| Bruce Hoblitzell        | Décembre 1957     | Décembre 1961        | Démocrate    |
| William O. Cowger       | Décembre 1961     | Décembre 1965        | Républicain  |
| Kenneth A. Schmied      | Décembre 1965     | Décembre 1969        | Républicain  |
| Frank W. Burke          | Décembre 1969     | 1er décembre 1973    | Démocrate    |
| Harvey I. Sloane        | 1er décembre 1973 | 1er décembre 1977    | Démocrate    |
| William B. Stansbury    | 1er décembre 1977 | 1er janvier 1982     | Démocrate    |
| Harvey I. Sloane        | 1er janvier 1982  | 1er janvier 1986     | Démocrate    |
| Jerry Abramson          | 1er janvier 1986  | 1er janvier 1999     | Démocrate    |
| David L. Armstrong      | 1er janvier 1999  | 5 janvier 2003       | Démocrate    |

## Zone métropolitaine de Louisville
| Maire           | Début du mandat | Fin du mandat    | Parti     |
| --------------- | --------------- | ---------------- | --------- |
| Jerry Abramson  | 6 janvier 2003  | 2 janvier 2011   | Démocrate |
| Greg Fischer    | 3 janvier 2011  | 1er janvier 2023 | Démocrate |
| Craig Greenberg | 2 janvier 2023  | en cours         | Démocrate |